# برسيجا جاكارتا
برسيجا جاكارتا (بالإندونيسية: Persija Jakarta)‏ هو نادي كرة قدم إندونيسي مقره في جاكارتا. تأسس في 28 نوفمبر 1928. فاز النادي بالدوري 10 مرات ولم ينزل منذ بدء المسابقة عام 1930. برسيجا هو أحد الفرق الذين أسسوا اتحاد إندونيسيا لكرة القدم عام 1930 مع عدة فرق أخرى. وينافس حالياً في دوري السوبر الإندونيسي.